# Escape From CyberCity
Escape From CyberCity is een computerspel dat werd ontwikkeld door Fathom Pictures en uitgegeven door Philips Interactive Media. Het actiespel kwam in 1992 uit voor de Philips CD-i-platform. Het spel speelt zich af in de nabije toekomst waarbij de aarde wordt aangevallen door de slechtaardige Guardian Forces. Na de aanval zijn er slechts een paar overlevenden waaronder de speler. Het doel is om terug te vechten tegen de vijandelijke troepen en hun planeet te vernietigen. Het perspectief van het spel is in de eerste persoon. Het spel is voor een persoon en er zijn geen moeilijkheidsgraden.

## Ontvangst
| Beoordeeld door     | Datum         | Score |
| ------------------- | ------------- | ----- |
| Power Unlimited     | juli 1993     | 100%  |
| Defunct Games       | 20 maart 2006 | 75%   |
| The CD-i Collective | 2004          | 40%   |